# Мости (фільм, 1973)
«Мости» (рос. «Мосты») — молдовський радянський художній фільм 1973 року режисера Василя Паскару за однойменним романом Іона Чобану.

## Сюжет
Війна своєю аморальністю і жорстокістю торкнулася підвалин — «мостів життя» — простого молдовського села...

## У ролях
- Бухуті Закариадзе
- Юрій Меншагін
- Ірина Борисова
- Михайло Боярський (перша роль у кіно)
- Юрій Рашкин
- Іон Унгуряну
- Михайло Волонтір
- Іон Шкуря
- Віктор Чутак
- Борис Голдан
- Тріфан Грузин
- Маріка Белан
- Євгенія Тудорашко
- Іліє Гуцу
- Михайло Бадікяну
- Олена Міхєєва

## Творча група
- Сценарій: Едуард Володарський, Василь Паскару
- Режисер: Василь Паскару
- Оператор: Павло Балан
- Композитор: Василь Загорський
- Партію скрипки виконала Лідія Мордкович